# Glossocratus chinensis
Glossocratus chinensis är en insektsart som beskrevs av Victor Antoine Signoret 1880. Glossocratus chinensis ingår i släktet Glossocratus och familjen dvärgstritar. Inga underarter finns listade i Catalogue of Life.